# Bromyard and Winslow
Bromyard and Winslow – gmina (civil parish) w Anglii, w hrabstwie Herefordshire. Leży 20 km na północny wschód od miasta Hereford i 182 km na północny zachód od Londynu.